# Prez FR
Prez ist eine Gemeinde im Saanebezirk, Kanton Freiburg in der Schweiz.
Sie entstand auf den 1. Januar 2020 aus den bisherigen Gemeinden Corserey (BFS-Nr. 2185), Noréaz (BFS-Nr. 2213) und Prez-vers-Noréaz (BFS-Nr. 2221). Sitz der Gemeindeverwaltung ist Prez-vers-Noréaz.